# Odwzorowanie regularne
Odwzorowanie regularne – rodzaj odwzorowania różniczkowalnego w analizie matematycznej.

## Definicja
Niech {\displaystyle X,Y} będą przestrzeniami unormowanymi oraz {\displaystyle D} niepustym podzbiorem {\displaystyle X.} Odwzorowanie {\displaystyle F\colon D\to Y} nazywamy regularnym, jeśli
1. {\displaystyle D} jest zbiorem otwartym,
2. {\displaystyle F} jest klasy {\displaystyle C^{1}}(tzn. jest ciągła i ma ciągłą pochodną),
3. {\displaystyle \forall _{x\in D}}{\displaystyle dF(x)} jest ciągłym izomorfizmem liniowym {\displaystyle X} do {\displaystyle Y.}

## Twierdzenia
- Jeśli {\displaystyle X,Y} są przestrzeniami Banacha, {\displaystyle D\subseteq X,} a odwzorowanie {\displaystyle F\colon D\to Y} jest regularne, to dla każdego otwartego {\displaystyle U\subseteq D} zbiór {\displaystyle F(U)} jest otwarty.
- Złożenie odwzorowań regularnych jest regularne.
- Każdy dyfeomorfizm jest odwzorowaniem regularnym, lecz nie na odwrót.

Przykład:
Odwzorowanie {\displaystyle F:(0,\infty )\times \mathbb {R} \to \mathbb {R} ^{2}} określone wzorem {\displaystyle F(x_{1},x_{2})=(x_{1}\cos x_{2},x_{1}\sin x_{2})} jest regularne, ale nie jest dyfeomorfizmem, gdyż nie jest odwracalne (ze względu na okresowość funkcji trygonometrycznych).